# Schwarzer Tupelobaum
Der Schwarze Tupelobaum (Nyssa sylvatica) ist eine Pflanzenart aus der Gattung der Tupelobäume (Nyssa) innerhalb der Familie der Tupelogewächse (Nyssaceae). Er ist im östlichen Nordamerika verbreitet und kommt vom südlichen Ontario bis ins zentrale Florida und ins östliche Texas wie auch im östlichen Mexiko vor.

## Beschreibung

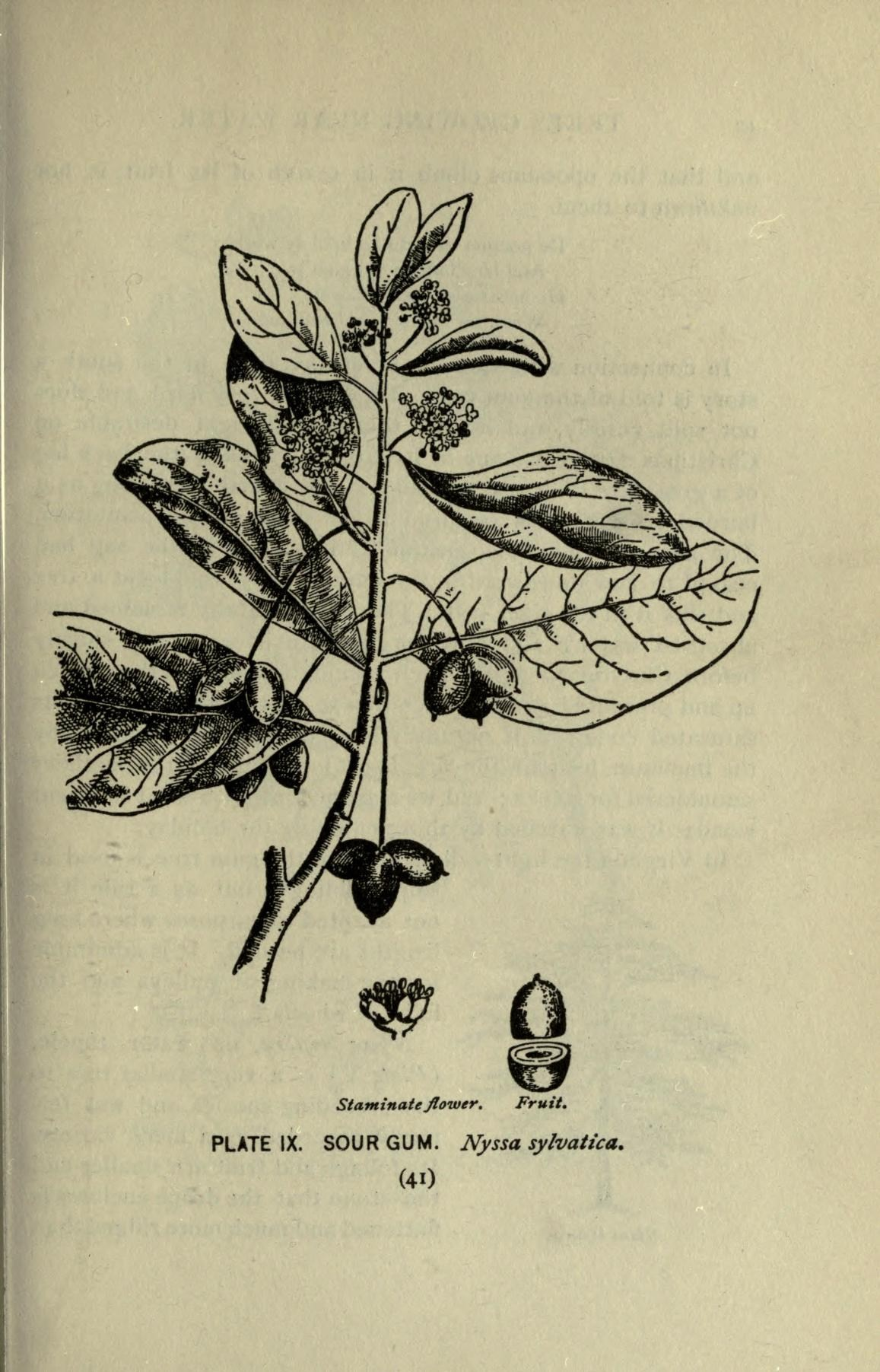
Illustration aus A guide to the trees. S. 41.

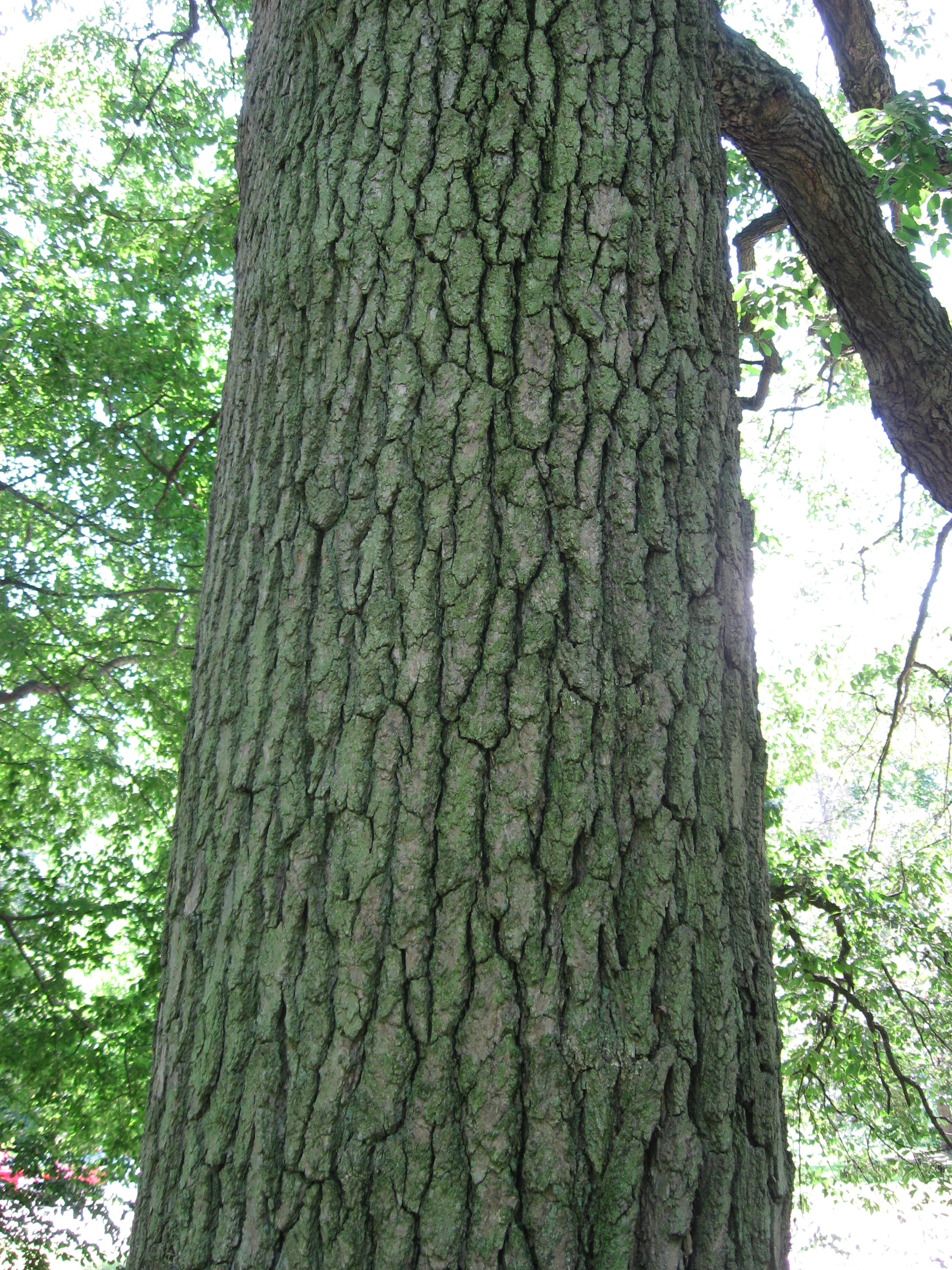
Stamm eines ausgewachsenen Exemplars und Borke

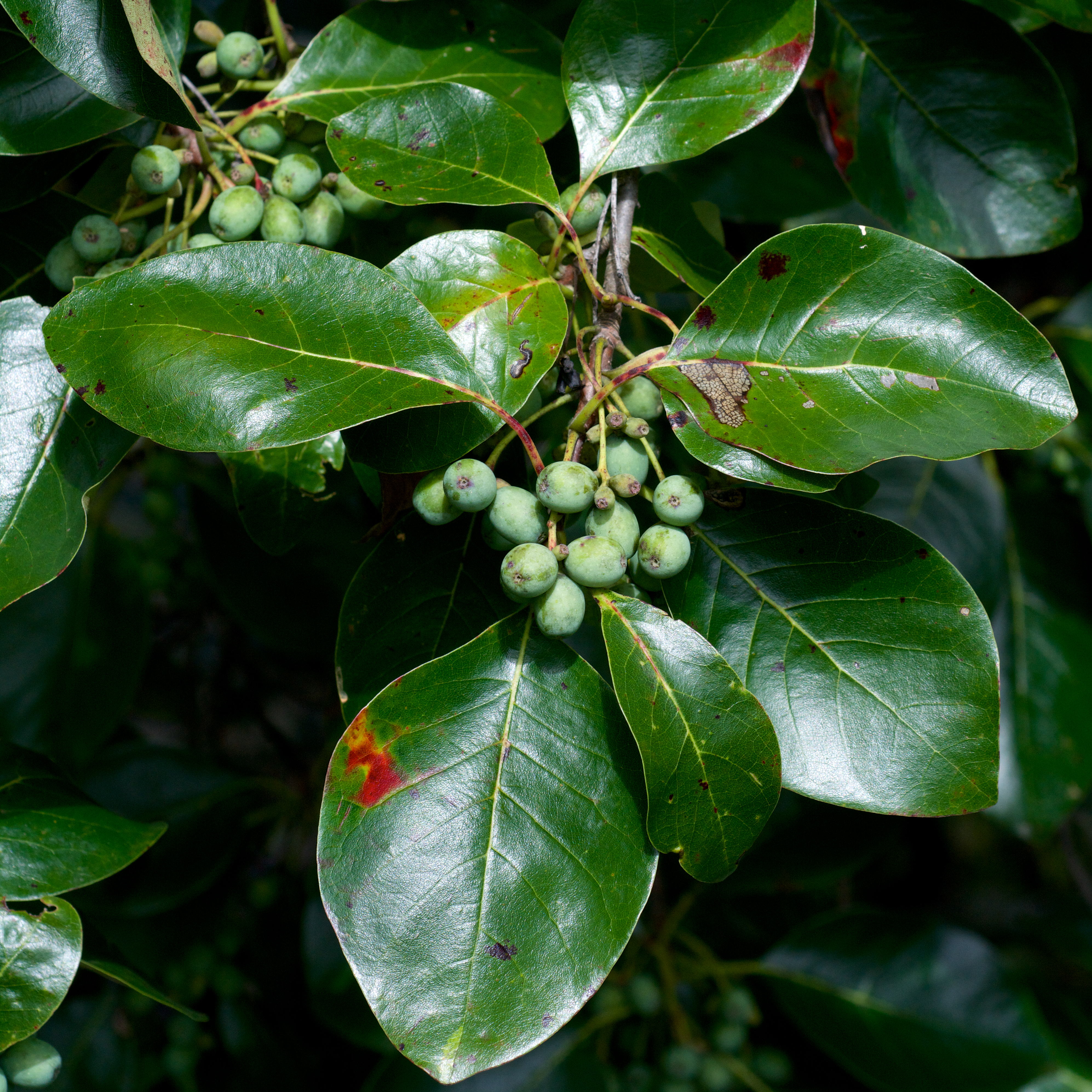
Laubblätter und unreife Früchte

### Vegetative Merkmale
Nyssa sylvatica wächst als mittelgroßer, laubabwerfender und langsamwüchsiger Baum, der Wuchshöhen von 20 bis 25, selten bis über 35 Metern und Stammdurchmesser von 50 bis 100, selten bis zu 170 Zentimetern. Der Stamm ist an der Basis oft etwas geschwollen. Die Bäume haben normalerweise einen geraden Stamm, von dem die Äste etwa rechtwinklig abstehen. Die Rinde ist an jungen Zweigen rötlich-braun, doch wird die Farbe von einer gräulichen Haut überdeckt, später ist sie dunkelgrau und schuppig. Die dicke Borke ist gefurcht und ähnelt bei sehr alten Exemplaren der Haut von Alligatoren. Das Mark ist durch grünliche Abschnitte gekammert.
Die wechselständig an den Zweigenden angeordneten, einfachen Laubblätter sind in einen kurzen Blattstiel und -spreite gegliedert. Die bespitzte oder rundspitzige, oberseits meist kahle und unterseits manchmal etwas behaarte Blattspreite ist bei einer Länge von 5 bis 13 Zentimetern elliptisch oder verkehrt-eiförmig seltener eiförmig. Der Blattrand ist meist ganz und oft gewellt, manchmal kommen im vorderen Bereich ein paar grobe Zähne vor. Die Blattoberseite ist glänzend. Das Laub wird im Herbst purpurfarbenen und schließlich leuchtend scharlachrot. Die Nebenblätter fehlen.

### Generative Merkmale
Nyssa sylvatica sind oft zweihäusig getrenntgeschlechtig (diözisch), so dass männliche und weibliche Exemplare existieren und nahe beieinander stehen müssen, um Samen anzusetzen. Es gibt jedoch auch viele polygam-diözische Exemplare, die zwittrige und eingeschlechtliche Blüten auf einem Exemplar besitzen. Die männlichen Blüten sitzen in gestielten, dichten Köpfchen, Dolden, die weiblich erscheinen zu zweit bis dritt in gestielten Gruppen. Die gelb-grünen, meist fünfzähligen Blüten mit doppelter Blütenhülle sind sehr klein. Die Kelchblätter sind nur minimale Zähnchen und die kleinen Kronblätter sind früh abfallend. Die etwa 10 Staubblätter sind vorstehend. Der Fruchtknoten, in einem röhrigen und fleischigen Blütenbecher, ist unterständig mit einem dicken, leicht abgebogen Griffel mit auslaufender Narbe. Es ist jeweils ein Diskus vorhanden. Bei den weiblichen Blüten können vereinzelt Staminodien vorhanden sein.
Die kleinen, dunkel-bläulichen und ellipsoiden, olivenförmigen und einsamigen Steinfrüchte (Scheinfrucht) sitzen einzeln oder bis zu dritt auf einem langen schlanken Stiel. Die öfters „bereiften“, glatten Früchte sind etwa 10–14 Millimeter lang. Der hellbraune Steinkern ist rippig.

## Ökologie
Nyssa sylvatica bildet lange, tiefreichende Pfahlwurzeln, so dass auch das Verpflanzen junger Exemplare schwierig ist. Aus diesem Grund ist die Kultivierung in Baumschulen ziemlich selten. Die Laubblätter der Sämlinge und jungen Exemplare ist für Hirsche extrem attraktiv, so dass große Populationen von ihnen die Ansiedlung der Bäume fast unmöglich machen und ausgewachsene Exemplare meistens allein stehen.
Die Blüten bilden für Bienen eine ergiebige Quelle für Nektar.
Die Früchte, mit einem faden, öligen, bitteren bis sauren Geschmack, die jedoch bei kleinen Vogelarten beliebt ist, bilden für einige Vogelarten eine geschätzte Energiezufuhr, beispielsweise für Wanderdrosseln.
Nyssa sylvatica ist für viele Zugvogelarten im Herbst eine wichtige Nahrungsquelle. Sein früher Farbwechsel mit der damit verbundenen Signalwirkung für reife Früchte, die vor denen vieler anderer Pflanzenarten zur Verfügung stehen, wird als Attraktor für Vögel angesehen. Die Früchte sind besonders markant, dunkelblau und in Gruppen von zweien oder dreien stehend. Die sauren Früchte werden begierig von Vogelarten wie Wanderdrossel, Zwergmusendrossel, Grauwangendrossel, Einsiedlerdrossel, Walddrossel, Rotkardinal, Spottdrossel, Blauhäher, Carolinaspecht, Gelbbauch-Saftlecker, Goldspecht, Helmspecht, Weißbauch-Phoebetyrann, Rotrücken-Spottdrossel, Rotkehl-Hüttensänger, Star, Scharlachtangare, Katzendrossel, Zedernseidenschwanz und Amerikanerkrähe gefressen, allesamt Zug- oder Standvogel-Arten aus dem Osten Nordamerikas, die im Verbreitungsgebiet des Baumes vorkommen.
Die Äste werden schnell marode und die daraus entstehenden Höhlen bieten Hörnchen, dem Waschbär, dem Nordopossum und Honigbienen exzellenten Unterschlupf.
Seine Blüten sind eine bedeutende Quelle für Honig und die Früchte eine wichtige Nahrungsquelle für Vögel. Hohlräume bieten Nist- und Schutzmöglichkeiten für Bienen und verschiedene Säugetier-Arten. Er ist mit bis zu 650 oder mehr Jahren die langlebigste nicht-klonale Blütenpflanze im östlichen Nordamerika.

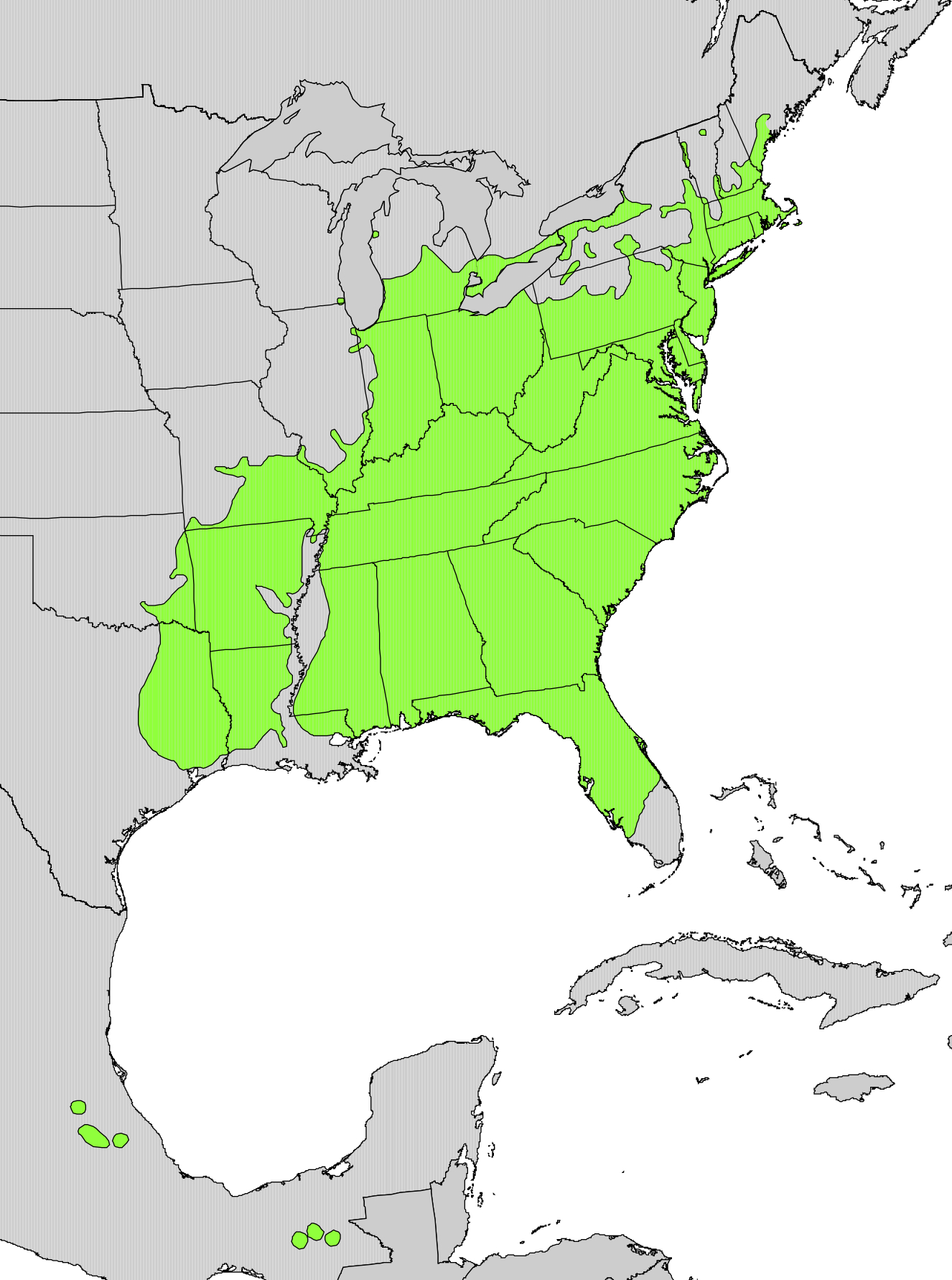
Natürliches Verbreitungsgebiet

## Vorkommen
Nyssa sylvatica kommt im östlichen Nordamerika vom südwestlichen Maine und New York bis in den äußersten Süden von Ontario, zentralen Michigan, Illinois und zentralen Missouri, südwärts bis ins südliche Florida, östlichen Texas und östlichen Oklahoma. Nyssa sylvatica kommt auch lokal im zentralen sowie südlichen Mexiko vor. Es gibt Fundortangaben für den südlichen Teil der kanadische Provinz Ontario und die nordöstlichen bis südöstlichen sowie zentralen US-Bundesstaaten Connecticut, Indiana, südwestliches Maine, südliches Michigan, New Hampshire, New Jersey, New York, Ohio, Pennsylvania, Rhode Island, Vermont, West Virginia, östliches sowie südliches Illinois, Missouri, Oklahoma, Wisconsin, Alabama, Arkansas, Delaware, Florida, Georgia, Kentucky, Louisiana, Maryland, Mississippi, North Carolina, South Carolina, Tennessee, Virginia sowie Texas und die mexikanischen Bundesstaaten Chiapas, Hidalgo, Puebla sowie Veracruz de Ignacio de la Llave.
Nyssa sylvatica wächst in verschiedenen Hügelländern und in den Flussniederungen. Optimale Entwicklungsmöglichkeiten bieten tiefergelegene Hänge und Terrassen im Südosten der Vereinigten Staaten. Nyssa sylvatica kommt in seinem ausgedehnten Verbreitungsgebiet in einer Vielzahl von Hochland- und Feuchtgebiets-Lebensräumen vor.
Nyssa sylvatica wächst aufgrund seines ausgedehnten Verbreitungsgebietes in einer großen Spanne klimatischer Bedingungen. Er ist in den USA sowohl in den Flussniederungen der südlichen Küstenebenen als auch in Höhenlagen bis zu 900 Metern in den südlichen Appalachen zu finden. Nyssa sylvatica gedeiht am besten auf gut durchlüfteten, hell texturierten Böden auf den niedrigen “Rippen” und höhergelegenen Ebenen schlammiger Schwemmländer. In den Hochländern bieten Lehme und tonige Lehme tiefer gelegener Hänge und Buchten die besten Wachstumsbedingungen.
Nyssa sylvatica kommt in 35 verschiedenen Waldtypen vor. Auf trockeneren höhergelegenen Hängen und „Rippen“ wächst sie selten zur Schlagreife heran.

## Taxonomie
Die Erstveröffentlichung von Nyssa sylvatica erfolgte 1785 durch Humphry Marshall. Das Artepitheton sylvatica steht für den Lebensraum Wald.

## Trivialnamen und Etymologie
Englischsprachige Trivialnamen sind Tupelo, Black gum, sour gum.
Der Trivialname Tupelo stammt aus der Sprache der Creek-Indianer und ist aus den Wörtern ito = „Baum“ und opilwa = „Sumpf“ zusammengesetzt; er war bis Mitte des 18. Jahrhunderts in Gebrauch.
Während Nyssa sylvatica im Englischen Sprachraum oft nur „Tupelo“ genannt wird, unterstützt die genauere Bezeichnungen Black tupelo („Schwarzer Tupelo“) die Abgrenzung zu anderen Arten der Gattung Nyssa, von denen einige überlappende Verbreitungsgebiete haben wie Wasser-Tupelobaum (Nyssa aquatica) und Sumpf-Tupelobaum (Nyssa biflora). Der Name „Tupelo“ wird vorwiegend in den Südstaaten benutzt, während Nyssa sylvatica nordwärts und in den Appalachen allgemein Black gum oder Sour gum heißt, obwohl kein Teil der Pflanze harzig (englisch gum = „Harz“) ist. Letztere beide Namen stehen im Widerspruch zu einer weiteren Baumart mit einem stark überlappenden Verbreitungsgebiet, dem Amerikanischen Amberbaum (Liquidambar styraciflua; englisch Ssweet gum), welcher ein aromatisches Harz produziert. Ein weiterer, gelegentlich im Nordosten der Vereinigten Staaten benutzter Name ist Pepperidge.
Auf Martha’s Vineyard in Massachusetts wird die Art „Beetlebung“ genannt, vielleicht wegen des Gebrauchs eines als „Beetle“ bezeichneten Schlegels, der zum Einschlagen der Pfropfen (englisch Bung) in Fässer benutzt wird.

## Nutzung

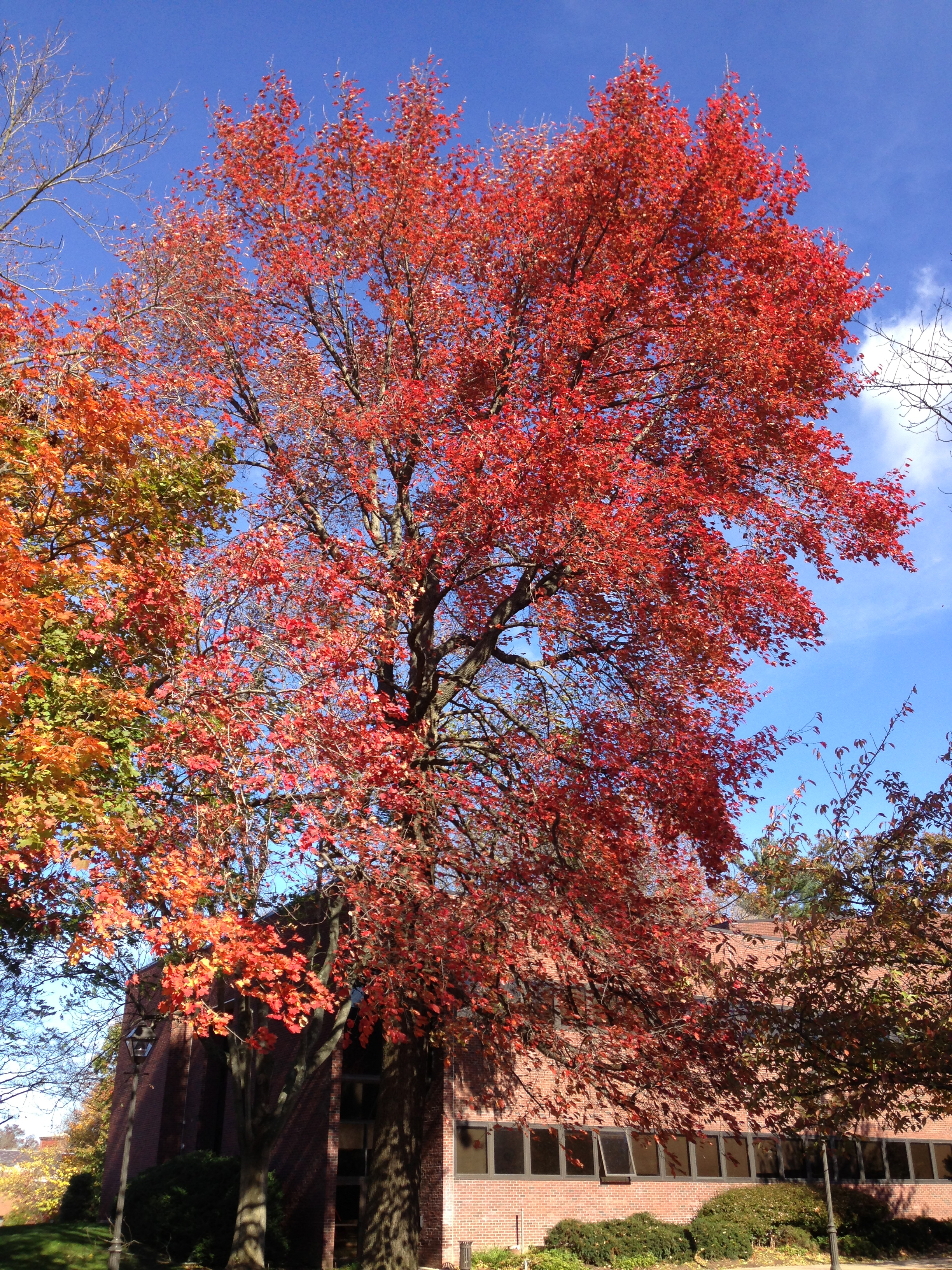
Nyssa sylvatica mit scharlachroter Herbstfärbung

### Kultivierung
Nyssa sylvatica wird als Zierpflanze in Parks und großen Gärten gepflanzt, wo er oft als Solitär oder Schattenspender wirkt. Nyssa sylvatica gedeiht am besten in geschützten, aber nicht zu dicht bepflanzten Lagen, und bildet jung einen pyramidenförmigen Umriss; im Alter breitet er sich aus. Der Stamm ragt als durchgehender Schaft bis zur Spitze des Baumes auf, die Äste treiben rechtwinklig aus und stehen entweder horizontal oder leicht durchhängend ab, so dass sie eine säulenartige oder konische Krone bilden.
Die Zweige sind dünn und zahlreich; sie liegen horizontal, so dass das Aussehen ähnlich dem der Rotbuche ist. Die Pflanzenexemplare haben zum Teil eine spektakuläre Herbstfärbung, mit intensiven Rot- bis Purpur-Tönen, was im Landschaftsbau sehr geschätzt wird. Es ist die „feurigste“ Art innerhalb der „brilliant group“, die außerdem Ahorne, Hartriegel, Sassafras und Amberbäume sowie verschiedene Nyssa-Arten umfasst.
In Großbritannien wurde dem Cultivar ‘Wisley Bonfire’ der Award of Garden Merit der Royal Horticultural Society zuerkannt.

### Honig-Erzeugung
Nyssa sylvatica ist in vielen Gebieten seines Verbreitungsgebietes eine wichtige Quelle für Wild-Honig. Höhlungen in den Bäumen wurden früher von Imkern als Bienenstock genutzt.

### Holz
Das mittelschwere, mäßig beständige Holz des Schwarzen Tupelobaums ist recht hart, querfasrig und schwer zu spalten, besonders nach der Trocknung. Daraus wurden Schlegel, Rollen und Taljen, Radnaben sowie Schüsseln hergestellt. Es wird auch zu Drehscheiben, Rohfasern, Faser- und Brennholz verarbeitet. Es wurden daraus auch Webschützen hergestellt. Aufgrund der ausreichenden Widerstandsfähigkeit und der sehr guten „Tränkbarkeit“ war es ein bevorzugtes Holz für die Herstellung von Eisenbahnschwellen. Auch ist es für die Verwendung in Fabrikböden gut geeignet, wie auch zum Schnitzen.